# مواد خودترمیم
واژه خودترمیم شوندگی در علم مواد یعنی بازیابی خودبه خود خواص اولیه ماده پس از تخریب ماده توسط عامل خارجی.
این اصطلاح به‌صورت تئوریک چنین تعریف شده‌است: سیستم موادی که بتواند تنها در معرض حمله عامل تخریبی، عوامل ترمیم کننده آزاد کند، به صورتی که انسجام فیزیکی و استحکام مکانیکی خود را پس از تخریب بازیابد و در عین حال آن را از فروشست و تبادل یونی حفاظت نماید.
به این مواد هوشمند در اصطلاح Self-Repairing ,Self-Healing ,Autonomic-Healing یا Autonomic-Repairing گفته می‌شود.

## مواد خود ترمیم شونده و مکانیزم‌های ترمیم خود به خودی

اندازه‌گیری سه بعدی مواد خود ترمیم شونده از شرکت توسن با میکروسکوپ دیجیتال هولوگرافی. سطح توسط یک ابزار فلزی خراشیده شده‌است.

مواد خود اصلاح شونده به موادی گفته می‌شود که به صورت جزئی یا کامل آسیب وارده به خودشان مثل ترک را بهبود می‌بخشد و انتظار می‌رود که خواص اصلی آن‌ها حفظ شود.
مواد خود ترمیم شونده به عنوان دسته‌ای از مواد هوشمند مطرح شده‌اند که به صورت خودکار، آسیب سطحی یا درونی آن‌ها ترمیم می‌شود. بله

### خصوصیات مواد خود ترمیم شونده

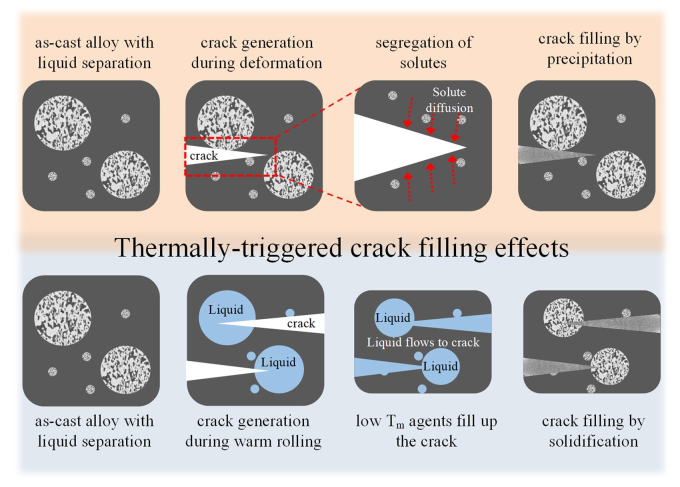
شکل ۱: مواد خود ترمیم شونده

یکی از مهمترین خصوصیات برجسته مواد بیولوژیکی، توانایی خود اصلاح شوندگی و بازیابی عملکرد به محض اعمال آسیب توسط بارهای مکانیکی خارجی است. در طبیعت، خود اصلاح شوندگی در سطح مولکول‌های مجزا مانند ترمیم DNA یا در سطح میکروسکوپی مانند ترمیم استخوان‌های شکسته، بستن و ترمیم آسیب‌های وارده به رگ‌های خونی و ترمیم یک برش کوچک روی انگشت، اتفاق می‌افتد. اما مواد ساخت بشر عموماً این توانایی ترمیم را دارا نیست.
پلیمرهای شکننده و کامپوزیتهای ساختاری که از آن‌ها تشکیل می‌شود وقتی در معرض بارگذاری ترمومکانیکی پی در پی قرار می‌گیرد، مستعد ایجاد میکرو ترک‌ها است. برای کامپوزیتهای ساختاری، این میکرو ترک‌های زمینه به هم می‌پیوندد و باعث سایر خرابی‌ها مثل جدا شدن فیبر از زمینه و لایه لایه ای شدن آن می‌شود. تشخیص و در مرحله بعد ترمیم این آسیب‌ها، اغلب مشکل است زیرا اغلب این آسیب‌ها، در عمق سازه رخ می‌دهد و با پیشروی این آسیب‌ها، درنهایت یک پارچگی سازه به خطر می‌افتد.
بنابراین طراحی مواد مهندسی بر اساس دو الگوی "جلوگیری از آسیب" و "مدیریت آسیب" صورت می‌گیرد.
در این راستا، مواد خود اصلاح شونده دارای قابلیت‌های گسترده‌ای، خصوصاً برای کاربردهای ایمن در دراز مدت در نواحی غیرقابل دسترس است.

### رویکردهای طراحی مواد خود اصلاح شونده

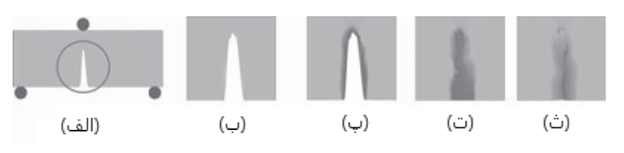
شکل
۲: اصول رایج ترمیم در مواد خود اصلاح شونده:
(الف) بار مکانیکی یک ترک را ایجاد می‌کند.
(ب) نمای دقیق ترک.
(پ) یکفاز متحرک القا می‌شود.
(ت) بسته شدن ترک با فاز متحرک.
(ث) عدم تحرک پس از ترمیم.

استراتژی‌ها و رویکردهای مختلفی برای طراحی مواد خود اصلاح شونده در دسته‌های مختلف مواد مهندسی، مورد بررسی قرارگرفته است. این مواد دارای خصوصیات ذاتی متفاوتی است؛ با این حال، برای همهٔ آن‌ها اصلاح خود به خودی بر اساس اصول مشترکی است. پیشنیاز اصلاح خود به خودی یک آسیب (مکانیکی)، تشکیل یک فاز متحرک است که ترک موجود را ببندد (شکل ۲). اگر آسیبی روی ماده ایجاد شود (شکل ۱الف و ب) یک ترک به وجود می‌آید. ترمیم خود به خودی در سطح میکروسکوپی تا ماکروسکوپی اتفاق می‌افتد. در ابتدا با بروز آسیب، به صورت خود به خودی یا به وسیله یک محرک خارجی، تشکیل فاز متحرک (شکل ۲پ) تحریک می‌شود. سپس به دلیل انتقال مستقیم جرم به سمت محل آسیب و متعاقباً واکنش اصلاح موضعی، به تدریج آسیب از بین می‌رود (شکل ۲ت) لازم است ذکر شود که اتصال مجدد صفحات ترک با برهم کنش‌های فیزیکی یا پیوندهای شیمیایی صورت می‌گیرد. پس از ترمیم آسیب، مادهٔ متحرک قبلی مجدداً ثابت می‌شود و بازیابی کامل خصوصیات مکانیکی حاصل می‌شود (شکل ۱ث) این اصل کلی، محدود به یک دستهٔ خاص از مواد نیست و با توجه به خواص مواد مختلف، دمای مورد نیاز برای شروع فرایند متفاوت خواهد بود. به عنوان مثال دمای محیط برای بتن دمای پایین (کمتر از ۱۲۰ درجهی سانتیگراد) برای پلیمرها (و کامپوزیت‌های آنها) دمای بالا برای فلزات (کمتر از ۶۰۰درجه سانتیگراد) و سرامیک‌ها (بیشتر از ۱۸۰۰ درجه سانتیگراد) مورد استفاده قرار می‌گیرد. همچنین، ابعاد آسیبی که می‌تواند ترمیم شود با توجه به ابعاد نمونه و تعداد گونه‌های انتقال یافته متفاوت است.

### تقسیم‌بندی مواد خود ترمیم شونده

#### مواد خود اصلاح شونده را می‌توان بسته به محرک موردنیاز جهت شروع فرایند ترمیم، به دو دستهٔ «مستقل» و «غیرمستقل» تقسیم می‌شوند.
مواد خود اصلاح شوندهٔ غیرمستقل نیازمند تحریک خارجی مثل حرارت یا نور است. انرژی بیشتر برای فرایند ترمیم با کنترل شرایط و استفاده از محرک‌های خارجی هدفمند (مثل نور لیزر، حرارت القایی یا مقاومتی) تأمین می‌شود. در مقابل، مواد خود اصلاح شوندهٔ مستقل نیازمند محرک‌های خارجی نیستند و آسیب، خود محرکی برای فرایند ترمیم است.

#### مواد خود اصلاح شونده را همچنین می‌توان با توجه به منشأ فرایند ترمیم به دودسته «برونی» و «درونی» تقسیم‌بندی کرد.
مواد خود اصلاح شوندهٔ برونی دارای قابلیت نهان برای ترمیم خود به خودی نیستند؛ بلکه فرایند ترمیم در آن‌ها به کمک مؤلفه‌های خارجی صورت می‌پذیرد، مثل کپسول‌های نانو یا میکرو که در ماتریس مواد مختلف، نفوذ داده می‌شود. محتوای این کپسول‌ها، فاز متحرک روی قسمت آسیب دیده را به وجود می‌آورد. در مقابل، ترمیم خود به خودی درونی نیازمند عامل‌های مجزایی نیست و درنتیجه بیشتر ترجیح داده می‌شود. اما بسته به نوع مواد و مکانیزم ترمیم همیشه امکان‌پذیر نخواهد بود. تشکیل پیوندهای شیمیایی (اولیه یا ثانویه) و نیز برهمکنش‌های فیزیکی بین سطوح ترک (چسبندگی، رطوبت) مثال‌های موفقی برای ترمیم خود به خودی از این طریق است، به شرط اینکه عرض ترک کمتر از یک مقدار مشخص باشد.

### کامپوزیت‌های خود اصلاح شونده

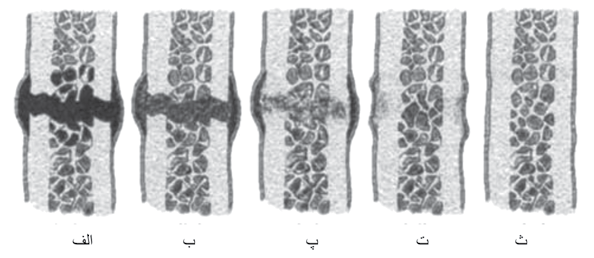
شکل ۳)الف) ایجاد ترک ب) آزاد شدن عامل اصلاح شونده پ و ت) روند بهبودی ث) نمونه اصلاحشده

کامپوزیت خود اصلاح شونده از یک ماده کامپوزیتی با زمینه پلیمری و ساختاری تقویت شده با الیاف و ماده اصلاح کننده تشکیل شده‌است. در این کامپوزیت، یک عامل اصلاح کننده میکروکپسول شده و یک کاتالیزور شیمیایی جامد درون فاز زمینه پلیمری پراکنده شده‌است. فرایند اصلاح کنندگی با انتشار ترک به داخل میکرو کپسول‌ها آغاز می‌شود و سپس عامل اصلاح‌کننده در داخل صفحه ترک آزاد می‌شود. ظاهر شدن عامل اصلاح کننده در برابر کاتالیزور شیمیایی باعث شروع شدن پلیمریزاسیون (پلیمر سازی) و اتصال صفحات ترک به یکدیگر می‌شود(شکل۳).
عامل اصلاح کننده، پوسته میکرو کپسول، کاتالیزور شیمیایی، زمینه پلیمری و الیاف تقویت کننده، بخش‌های اصلی یک کامپوزیت خود اصلاح شونده را تشکیل می‌دهند. عامل اصلاح کننده می‌تواند، مونومر دی سیکلوپنتادین (DCPD) باشد که همراه با ترت بوتیل کته کول (100 – 200 ppm) دارای لزجت کم و عمر مفید بسیار خوبی است. برای دست یافتن به میکرو کپسول‌های با قطر میانگین (۱۱۶ µm) عامل اصلاح کننده به روش پلیمریزاسیون درجا در پلی اوره فرمالدهید، به صورت کپسولی در می‌آید. کاتالیزوری که استفاده می‌شود، کلراید روتنیوم بنزیلیدین بیس (تری سیکلو هگزیل فسفین) است (کاتالیزور گرابس) کاتالیزور گرابس یک پلیمریزاسیون مقابله ای حلقه گشا (ROMP) از (DCPD) را آغاز کرده و پلیمری سخت با اتصالات عرضی زیاد ایجاد می‌کند. تجزیه گرمایی کاتالیزور گرابس، در بالای ۱۲۰درجه سانتیگراد رخ می‌دهد.

### پلیمرهای خود اصلاح شونده

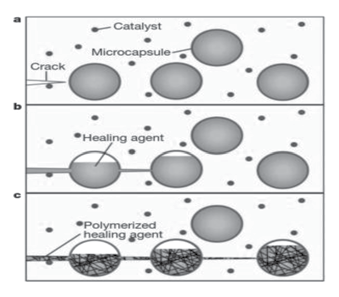
شکل ۴) اصلاح خود به خودی با کمک میکرو کپسولها

در حال حاضر، در حوزه مواد خود اصلاح شونده، پلیمرها مهمترین کاربرد را دارند. علت این امر ناشی از سهولت عملکرد و اصلاح سیستم‌های پلیمری و امکان القای تحریک ترمیم در دماهای کمتر است. در این دسته از مواد، ترمیم خود به خودی برونی به کمک عامل‌های ترمیم مایع صورت می‌گیرد. به این ترتیب که پس از ایجاد آسیب مکانیکی در نمونه، میکرو کپسول‌های پرشده با یک مونومر، محتویات خود را در محل ترک آزاد می‌سازند؛ سپس مونومرها در داخل صفحهٔ ترک با کمک یک کاتالیزور به پلیمر تبدیل می‌شود و اتصال مجدد صفحات ترک به یکدیگر صورت می‌گیرد. اما مشکل این است که بازیابی عملکرد در نمونه فقط یکبار امکان‌پذیر است. به همین دلیل استفاده از سایر عامل‌های ترمیم، مثل حلال‌های خالص (کلروبنزن) و نیز ترکیبی از مونومرهای واکنش‌پذیر روغن تخم برزک ایزوسیانات پلی دی متیل سیلوکسان و پلی دی اتیل سیلوکسان یا رزین‌های اپوکسی مورد مطالعه قرارگرفته اند.
شکل ۴ مفهوم خود اصلاح کنندگی را توضیح می‌دهد. اصلاح شدن با قرار دادن یک عامل اصلاح کنندهٔ میکرو کپسول شده و یک محرک شیمیایی کاتالیزوری در داخل یک زمینه اپوکسی انجام می‌شود. ترک ایجادشده میکرو کپسول‌ها را پاره می‌کند. درنتیجه عامل اصلاح کننده با اثر مویینگی، در صفحه ترک آزاد می‌شود. پلیمر سازی عامل اصلاح کننده با تماس با کاتالیزور تعبیه شده شروع می‌شود و بین صفحات ترک، پیوند و اتصال برقرار می‌کند. آسیب ایجادشده که باعث راه اندازی این مکانیزم می‌شود، اصلاح خودکار محل تعیین شده را میسر می‌سازد.
امروزه سیستم‌های میکرو کپسول نیمه تجاری برای روکش‌های پلیمری و پلیمرهای حجیم در دسترس قرار دارد. عامل ترمیم می‌تواند در داخل فیبرهای توخالی (الیاف شیشه) قرار داده شود که درنتیجه امکان انتقال عامل با محدودهٔ گسترده‌ای فراهم می‌شود. مطالعات اخیر نشان داده‌است که کپسولهای کروی یا فیبرهای استوانه ای برای دست یافتن به بازدهی بالا، در فرایند ترمیم سودمند است. ترمیم خود به خودی درونی در اکثر موارد نیازمند یک محرک خارجی هدفمند (مخصوصاً حرارت) است. اما سایر محرک‌ها نیز برای ترمیم پلیمرها به کار می‌روند. لازم است ذکر شود که در کنار محرک‌های مکانیکی شناخته شده، محرک‌های الکتریکی، الکترومغناطیسی، مغناطیسی، بالیستیک و نوری نیز وجود دارند. در ساده‌ترین مورد، ترمیم خود به خودی درونی با برهم کنش‌های فیزیکی حاصل می‌شود. به عنوان مثال حرارت دادن به پلیمرها، باعث شکل‌گیری جدید زنجیره‌ها شده و منجر به بسته شدن ترک می‌شود. برای آسیبی که شامل ایجاد شکاف در زنجیره‌های پلیمری است، ترمیم خود به خودی با تشکیل پیوندهای شیمیایی جدید حاصل می‌شود، ً مثلاً پلی کربنات‌ها دارای گروه‌های انتهایی برای واکنش است، برای شبکه سازی حرارتی بازگشت‌پذیر با واکنش‌های دیلز آلدر" و افزودنی‌های مایکل است اما عموما دماهای بالاتری (بالاتر از ۱۰۰درجهٔ سانتیگراد) برای فرآیند ترمیم خود به خودی مورد نیاز است. پلیمرهای ساختاری دینامیکی (دینامرها) که شامل اجزای مونومری که با اتصالات بازگشت پذیر به هم وصل می‌شود، دینامرها پتانسیل جالب توجهی را برای مواد خود اصلاح شونده) مثلا در شبکه‌های پلیمری) نمایان ساخت که در حال حاضر در دست بررسی است.

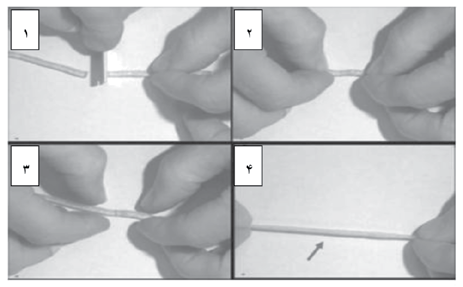
شکل ۵) خصوصیات اصلاح خود به خودی یک پلیمر ابر مولکولی توسط لیبلر و همکارانش

در مقایسه با پیوندهای کووالانسی، برهم کنش‌های ضعیف تری همچون پیوند هیدروژنی نیز در فرایند ترمیم مواد خود اصلاح شوندهٔ درونی مورد توجه قرارگرفته است. اخیراً لیبلر و همکارانش پلیمر خود اصلاح شونده با ترمیم خود به خودی درونی شامل یک الیگومری، الاستومر ترموپلاستیک حاوی اسیدهای چرب و دی اتیلن آمین عامل دار شده با اوره را گزارش کرده‌اند در حین رخداد یک آسیب، ً عمدتاً پیوندهای هیدروژنی از هم‌گسسته می‌شود ولی به دلیل بازگشت‌پذیر بودن، می‌تواند پس از تراکم، سطوح بریده شده را بازسازی نماید (شکل ۵) مکانیزم ترمیم توسط پیوندهای هیدروژنی با روکش‌های آکزونوبل به عنوان روکش‌های ترمیم کننده خود به خودی مستقل نیز مشاهده شده‌است که قادر به هموارسازی سطح، تحت تأثیر کمترین افزایش دما است.
علاوه بر پیوندهای هیدروژنی فوق، که عمدتاً از کمپلکس فلزی یا برهم کنش‌های فلز لیگاند است (مثل کمپلکس‌های فلز ترپیریدین) برهم کنش‌های یونی و برهمکنش‌های π-π نیز در ترمیم خود به خودی مواد، مورد توجه قرارگرفته اند. این پیوندها مشابه یک بست یا قلاب مولکولی عمل می‌کنند. به این صورت که با گسسته شدن پیوندهای شیمیایی (کووالانسی و غیر کووالانسی) در حین رخداد یک آسیب این پیوند قابلیت تشکیل مجدد رادارند.
زمینهٔ دیگر در حوزه مواد خود اصلاح شونده، مکانوشیمی است. تنش مکانیکی می‌تواند یک کاتالیزور را فعال کند و یک واکنش شیمیایی را القا نماید.

### روش‌های خود ترمیمی

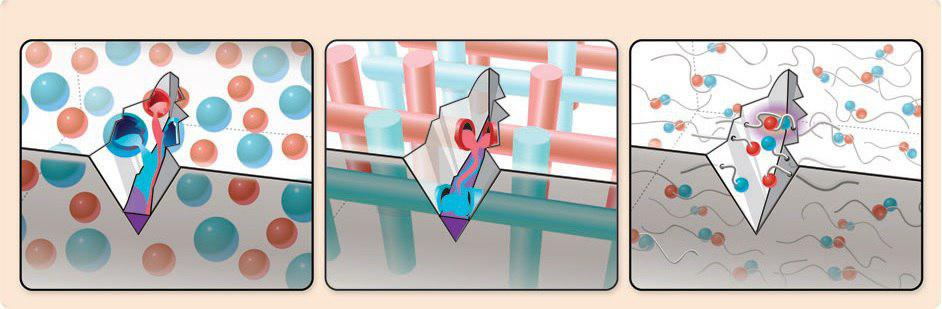
الیاف خود ترمیم از چپ: سیستم کپسولی، سیستم رگه ای، سیستم ذاتی

خود ترمیمی به سه روش: «سیستم کپسولی»، «سیستم رگه‌ای» و «سیستم ذاتی» انجام می‌شود.

#### سیستم‌های ترمیمی کپسولی (Capule-based healing system)
در درون این مواد، کپسول‌هایی وجود دارند که در درون این کپسول‌ها، عامل ترمیم وجود دارد (مطابق شکل) هنگامی که در الیاف پارگی به وجود می‌آید این کپسول‌ها نیز پاره می شوندو عامل ترمیم به بیرون می‌ریزد و باعث ترمیم بافت می‌شود.

#### سیستم ترمیم برگه‌ای (Vascular healing system)
در درون این مواد، رگه‌هایی تو خالی شبیه کانال یا فیبر وجود دارد. همچنین عامل ترمیم وجود دارد که در صورت پارگی این عامل بیرون ریخته و موجب ترمیم در بافت‌ها می‌شود.

#### پلیمر ترمیمی ذاتی (intrinsic healing polymers)
این مواد قابلیت‌های نهانی دارند که از طریق واکنش‌های حرارتی برگشت‌پذیر، پیوند هیدروژنی و پخش مولکولی و در هم تنیدگی باعث ترمیم می‌شود.
لین و همکارانش فهمیدند که حضور نانو ذرات سیلیکای اصلاح سطح شده با فلوئور آلکیل در پوشش به‌طور قابل توجه خصیت دفع مایعات رادر پارچه به خصوص برای مایعات با کشش سطحی بسیار پائین مانند اِتانول را بهبود می‌دهد.

### سرامیک‌ها و بتن‌های خود اصلاح شونده

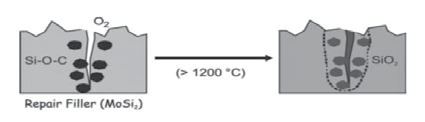
اصلاح خود به خودی ترک‌ها در روکش‌های محافظ در برابر اکسایش SIC/MOSI2 روی سرامیک‌های SIC

اخیراً ترمیم خود به خودی مواد بتنی هیدرولیکی هدف بسیاری از پژوهش‌های علمی بوده‌است. در یک بتن تخریب شده، آب به داخل ترک‌ها نفوذ می‌کند و تشکیل موضعی هیدرات‌ها را القا می‌کند که با توجه به فشار آب، مقدار Ph مورفولوژی ترک و عرض ترک باعث ترمیم ترک می‌شود. به طورکلی، عرض ترک نقش مهمی را در فرایند اصلاح خود به خودی ایفا می‌کند. به همین دلیل، کامپوزیت‌های سیمانی مهندسی (ECC) ساخته شده‌اند که عرض ترک را حتی در کرنشهای بسیار بالا در مقادیر کمتر از ۶۰ میکرومتر کنترل می‌کنند در طراحی بتن‌های خود اصلاح شونده از باکتری‌ها نیز استفاده شده‌است. دراین روش که الهام گرفته از طبیعت است، باکتری‌ها در بتن بدون تحرک می‌شوند و در صورت نفوذ آب به داخل ترک‌های جدید، فعال شده و مواد معدنی را ته‌نشین می‌کنند در مقایسه با بتن، اطلاعات کمی دربارهٔ فرایندهای بازسازی مواد سرامیکی مهندسی ترک دار در دسترس است. در سرامیک‌ها، دماهای بسیار بالای موضعی، برای ترمیم مورد نیاز است. علت این امر انرژی فعالسازی بالای انتقال جرم نفوذی در ساختارهای کووالانسی یا یونی سرامیک‌ها (مثل کامپوزیت SiC/Al6Si2O13) است. واکنش ترمیم، از مرز و سطح دانه در نقاط تماس با ناحیهٔ ترک آغاز می‌شود. به علاوه، اکسایش فازهای غیر سمی در اتمسفر اکسید شونده مانند هوا، یک مکانیزم ترمیم مؤثر دیگر در حوزه مواد سرامیکی است. همچنین، در مواد چند جزئی و چند فازی تشکیل یک مادهٔ مذاب یوتکتیک (انتقال فاز) به عنوان مکانیزم‌های ترمیم احتمالی مطرح است اکثر فعالیت‌های صورت گرفته در زمینهٔ ترمیم خود به خودی مواد سرامیکی در دماهای بالا صورت گرفته‌است. به عنوان مثال، یک فاز شیشه ای حاوی کامپوزیت Si3N4/SiCدر دمای ۱۰۰۰درجه سانتیگراد ترمیم می‌شود که افزایش قابل توجه استحکام خستگی استاتیکی و دینامیکی را نیز به همراه دارد. مثال دیگر، روکش‌های حفاظت از خوردگی روی سرامیک‌های SiCاست که در آن‌ها فرایند خود اصلاح شوندگی از طریق مکانیزم اکسایش صورت می‌گیرد. به این صورت که حرارت ناشی از احتراق، واکنش ترمیم را آغاز می‌کند و در طی این فرایند یک پرکنندهٔ واکنش پذیر SiOC/MoSi2در ماتریس SiOCبا نفوذ اکسیژن دچار اکسایش می‌شود و به موجب آن SIO2 تشکیل شده و ترک را به صورت کامل می‌بندد (شکل ۵).

### فلزات خود اصلاح شونده
ترمیم خود به خودی در فلزات بسیار دشوارتر از سایر مواد است. با توجه به اندازه کوچک اتم‌های فلزی و عدم جهت‌گیری مناسب در پیوندهای شیمیایی، مکانیزم‌های شناخته شدهٔ ترمیم در فلزات فقط محدود به ترمیم نقص‌ها با حجم کوچک می‌شود. ازاین رو، موردهای موفق درزمینه ترمیم خود به خودی مواد فلزی کمیاب است. در این زمینه فرایند ترمیم می‌تواند لایه‌های سطحی فلز را در برابر اثرات مضر اتمسفر محافظت کند. اخیراً، ترمیم خود به خودی آلیاژهای Mg-Cu-Al مورد بررسی قرارگرفته است هی و همکارانش ترمیم خود به خودی آلیاژ Bi-Tiرا مورد بررسی قرار دادند. در این آلیاژ سیم‌های مرتب شدهٔ موازی در جهت تنش طراحی شد و یک ترک به صورت عمودی در جهت این سیم‌ها ایجاد شد. این سیم‌ها در تشکیل پل بین ترک‌ها نقش داشته و از طرف دیگر به عنوان میله‌های اتصال عمل می‌کنند. از آنجایی که این مواد تحت تبدیلات مارتنزیت قرار می‌گیرند، سیم می‌تواند کرنش‌های بالایی را تحمل کند و امکان بستن ترک‌ها را فراهم آورد.

### روکش‌های خوداصلاح شونده
روکش‌ها امکان حفظ و بهبود خصوصیات عمده مواد را فراهم می‌کنند. آنها می‌توانند یک بستر دور ماده فراهم کنند و از آن در برابر آسیب‌های محیط محافظت کنند؛ بنابراین، هنگامی که آسیب رخ می‌دهد (اغلب به شکل ترک‌های ریز) عناصر محیطی مانند آب و اکسیژن می‌توانند از طریق پوشش پخش شوند و ممکن است باعث صدمه یا خرابی ماده شوند. ترک‌های ریز در پوشش‌ها به ترتیب می‌تواند منجر به تخریب مکانیکی یا لایه لایه شدن پوشش شوند یا دلیل خرابی الکتریکی در کامپوزیت‌های تقویت شده با فیبر و میکروالکترونیک باشند. از آنجا که آسیب در چنین مقیاسی کم می‌باشد، تعمیر در صورت امکان، اغلب دشوار و پرهزینه است؛ بنابراین، یک روکش که به‌طور خودکار می‌تواند خود را بهبود ببخشد (روکش خود ترمیم شونده) می‌تواند با استفاده از خواص بازیابی خودکار (مانند خصوصیات مکانیکی، الکتریکی) باعث افزایش طول عمر مفید شود. اکثر رویکردهایی که در مورد مواد خود ترمیم کننده توضیح داده شد، می‌تواند برای ساخت روکش‌های خود ترمیم شونده از جمله میکرو کپسوله سازی (در یک محافظ قرار دادن - محصو) و معرفی پیوندهای فیزیکی برگشت‌پذیر مانند پیوند هیدروژن، پیوند یونی و پیوندهای شیمیایی کاربرد داشته باشد. میکروکپسولاسیون رایج‌ترین روش برای تولید روکش‌های خوددرمانی است. رویکرد کپسول در ابتدا توسط وایت و همکاران او توصیف شده‌است. به تازگی، از سوسپانسیون‌های مایع حاوی کپسول‌های ریز محصور شده از فلز یا کربن سیاه برای بازگرداندن هدایت الکتریکی در یک دستگاه میکروالکترونیکی چند لایه و الکترودهای باتری استفاده شده‌است. با این حال استفاده از میکرو کپسول برای بازگرداندن خصوصیات الکتریکی در پوشش محدود است. متداول‌ترین کاربرد این روش در پوشش‌های پلیمری برای محافظت در برابر خوردگی، ثابت شده‌است. محافظت در برابر خوردگی از مواد فلزی در مقیاس اقتصادی و زیست‌محیطی از اهمیت قابل توجهی برخوردار است. برای اثبات اثربخشی میکروکپسولها در پوششهای پلیمری برای محافظت در برابر خوردگی، محققان تعدادی ماده را محصور کرده‌اند. این مواد شامل مونومرهای ایزوسیانات مانند رزین اپوکسی، روغن کتان و روغن تونگ هستند. برای محصور کردن این مواد در کپسول از پوسته‌های مانند فنل فرمالدئید، اوره فرمالدئید، دندریتیک، ملامین فرمالدئید و غیره استفاده شده‌است. هر ماده پوسته شایستگی‌ها و ناهنجاری‌های خاص خود را دارد. با استفاده از مواد فوق در پوشش‌ها ثابت شد که این کپسول‌ها به‌طور مؤثری از فلز در برابر خوردگی محافظت می‌کنند و طول عمر پوشش را افزایش می‌دهند.

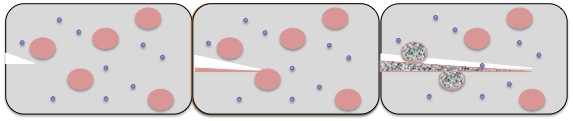
تصویر انتشار ترک از طریق مواد جاسازی شده با میکروکپسول: میکروکپسول‌های مونومر توسط رنگ صورتی و کاتالیست توسط نقاط بنفش نشان داده شده‌اند.

### بررسی اثربخشی خودترمیمی
روشهای فراوانی برای ارزیابی توانایی‌های خوددرمانی برای انواع مواد مختلف تدوین شده‌است.
| نوع ماده                   | مکانیسم آسیب                                    | روش خود ترمیمی                                                           |
| -------------------------- | ----------------------------------------------- | ------------------------------------------------------------------------ |
| پلیمرها                    | برش لایه رویی - تأثیر بالستیک                   | شبکه‌های ماوراء مولکولی بهبود خودکار                                      |
| کامپوزیت تقویت شده با فیبر | لایه لایه شدگی (آسیب دیدگی ناگهانی قابل مشاهده) | سوسپانسیون‌های مایع، حاوی کپسول‌های ریز محصور شده                          |
| روکش‌ها                     | خوردگی کم توسط مکانیزم‌های خوردگی و فرسایش       | انتشار مولکولی (حلال)؛ عامل محصور شده                                    |
| بتن                        | شروع ترک با خمش فشرده سازی                      | فعال سازی عامل کپسول ریز محصور شده                                       |
| سرامیک                     | شروع ترک                                        | درجه حرارت باعث واکنش اکسیداسیون شد                                      |
| روکش سرامیکی               | شروع ترک                                        | درجه حرارت باعث واکنش اکسیداسیون شد                                      |
| روکش کف فوم پلی اورتان     | سوراخ شدن توسط یک شی مانند میخ                  | کاهش ناحیه پاره شده با اعمال فشار دیواره‌های شکاف در روکش‌های کف به یکدیگر |

از این رو، هنگامی که خود درمانی بهبود می‌یابد، باید پارامترهای مختلفی در نظر گرفته شود مانند:
نوع محرک (در صورت وجود)، زمان بهبودی، حداکثر میزان چرخه بهبودی که مواد می‌توانند تحمل کنند، در حالی که خواص باکره مواد (خواص استفاده نشده و دست نخورده) را در نظر می‌گیریم.
این به‌طور معمول پارامترهای فیزیکی مربوطه مانند مدول کششی، کشیدگی در هنگام شکست، مقاومت در برابر خستگی، رنگ و شفافیت را در نظر می‌گیرد. توانایی خود ترمیمی از یک ماده خاص به‌طور کلی به بازیابی یک خاصیت خاص نسبت به مواد باکره، که به عنوان بازده خوددرمانی معرفی می‌شود، اشاره دارد. با مقایسه مقدار تجربی مربوطه به دست آمده برای نمونه باکره با نمونه شفابخش (بهبود یافته)، می‌توان بازده خوددرمانی را تعیین کرد.
{{{1}}}

### کاربردهای مواد خود اصلاح شونده
در حین استفاده، همهٔ مواد طبیعی و سنتزی آسیب می‌بیند. اگر میزان آسیب از یک مقدار بحرانی فراتر رود، شکست قطعه و نهایتاً کاهش عملکرد دستگاه رخ می‌دهد. در مقابل، مواد خود اصلاح شونده می‌توانند روند گسترش آسیب را معکوس کند و از این رو قادر به افزایش طول عمر محصولات خواهند بود (مدیریت آسیب) مواد خود اصلاح شونده تا حد زیادی قابلیت اطمینان محصولات را افزایش می‌دهند. به علاوه، ً افزایش طول عمر اجزای اساسی مثلاً در تولید انرژیهای جایگزین (بادی، حرارت خورشیدی) در کاربردهای جدید نوری مثل LED یا ایمپلنت‌های پزشکی می‌تواند نقش مهمی در بهینه‌سازی بازده اقتصادی داشته باشد. مثلاً می‌توان طول عمر استنت‌ها را به کمک این مواد به مقدار قابل توجهی افزایش داد و از این رو هزینه‌های درمانی نیز به‌طور قابل ملاحظه ای کاهش می‌یابد. مواد خود اصلاح شونده در صنایع هوافضا و خودروسازی می‌توانند هزینه‌های انرژی و زیست‌محیطی را کاهش دهند.

### نتیجه‌گیری
آسیب‌های ساختاری به کمک مواد اصلاح شونده قابل اصلاح یا ترمیم است به تبع آن خصوصیات مکانیکی نیز تا حدی بازیابی می‌شود. در این گزارش به بررسی رفتار ترمیم خود به خودی در انواع مواد پرداخته شده‌است. اصول و مکانیزم عملکرد مواد کامپوزیتی و پلیمری در فرایند اصلاح خود به خودی بسیار نزدیک به هم است. امکان انجام ترمیم خود به خودی در کامپوزیت‌ها و پلیمرها نسبت به فلزات یا سرامیک‌ها بیشتراست که این امر ناشی از ساختار مولکولی ویژهٔ پلیمرها و کامپوزیت‌ها در محدوده دمایی کاربرد آنها است. لازم است ذکر شود که درزمینه ترمیم خود به خودی چالش‌های دیگری نیز مطرح است. مثلاً توسعهٔ مواد خود اصلاح شوندهای که قادر به بازیابی سایر خصوصیات مانند رسانایی، رنگ، فلوئورسنس پس از تخریب مکانیکی یا سایر اثرات منفی (نور شدید، حرارت و سایر موارد) است. چالش‌هایی نیز درزمینهٔ سیستم‌های نانو وجود دارد مثل نانو مواد فتونی متامواد) این سیستم‌ها به دلیل نسبت سطح به حجم بالا بیشتر در معرض آسیب قرار می‌گیرند.